# Monistria
Monistria es un género de saltamontes de la subfamilia Pyrgomorphinae, familia Pyrgomorphidae, y está asignado a la tribu Monistriini. Este género se distribuye en Oceanía.

## Especies
Las siguientes especies pertenecen al género Monistria:
- Monistria cicatricosa Rehn, 1953
- Monistria concinna (Walker, 1871)
- Monistria consobrina Key, 1985
- Monistria discrepans (Walker, 1871)
- Monistria latevittata Sjöstedt, 1921
- Monistria maculicornis Sjöstedt, 1921
- Monistria pavoninae Rehn, 1953
- Monistria pustulifera (Walker, 1871)
- Monistria sulcata (Tepper, 1896)